# Cabaços e Fojo Lobal
Cabaços e Fojo Lobal é uma freguesia portuguesa do município de Ponte de Lima, com 9,27 km² de área e 818 habitantes (censo de 2021). A sua densidade populacional é 88,2 hab./km².

## História
Foi criada aquando da reorganização administrativa de 2012/2013, resultando da agregação das antigas freguesias de Cabaços e Fojo Lobal. 

## Demografia
A população registada nos censos foi:
| Distribuição da População por Grupos Etários | Distribuição da População por Grupos Etários | Distribuição da População por Grupos Etários | Distribuição da População por Grupos Etários | Distribuição da População por Grupos Etários | Distribuição da População por Grupos Etários |
| -------------------------------------------- | -------------------------------------------- | -------------------------------------------- | -------------------------------------------- | -------------------------------------------- | -------------------------------------------- |
| Antes da agregação                           |                                              |                                              |                                              |                                              |                                              |
| Ano                                          | 0-14 anos                                    | 15-24 anos                                   | 25-64 anos                                   | >= 65 anos                                   | Total                                        |
| 2001                                         | 194                                          | 177                                          | 476                                          | 158                                          | 1005                                         |
| 2011                                         | 158                                          | 106                                          | 487                                          | 200                                          | 951                                          |
| Após a agregação                             |                                              |                                              |                                              |                                              |                                              |
| Ano                                          | 0-14 anos                                    | 15-24 anos                                   | 25-64 anos                                   | >= 65 anos                                   | Total                                        |
| 2021                                         | 98                                           | 104                                          | 406                                          | 210                                          | 818                                          |